# Eva Skafte Jensen
Eva Skafte Jensen (født 1966) er en dansk sprogforsker og seniorforsker ved Dansk Sprognævn. Hun undersøger især dansk sproghistorie, herunder forandringer i brugen af kasus, men også moderne skriftsprog. Hun har derudover deltaget i P1-podcasten Klog på Sprog.
Hun er optaget i Videnskabernes Selskab, medlem af bestyrelsen for Det Danske Sprog- og Litteraturselskab samt redaktør for Ny Forskning i Grammatik.

## Biografi
Eva Skafte Jensen blev cand.phil. i nordisk filologi i 1994 og ph.d. i 2001 med afhandlingen Danske sætningsadverbialer og topologi i diakron belysning, begge grader fra Københavns Universitet. Efter at have været postdoc finansieret af et Carlsberg-stipendium i 2001-2003 var hun lektor i dansk på Roskilde Universitet, hvor hun fik dr.phil.-graden for Nominativ i gammelskånsk – afvikling og udviklinger. I 2012 blev hun i stedet seniorforsker hos Dansk Sprognævn.

## Udvalgte publikationer
- Eva Skafte Jensen (2000), "Sætningsadverbialer og topologi med udgangspunkt i de konnektive adverbialer", Ny Forskning i Grammatik (7): 141-154, Wikidata  Q79239308
- Therkelsen, Rita; Skafte Jensen, Eva (2009). Dramatikken i grammatikken. Roskilde: Institut for kultur og identitet, Roskilde universitet. ISBN 978-87-7349-747-0. OCLC 488333658.
- Jensen, Eva Skafte (2011). Nominativ i gammelskånsk - afvikling og udviklinger: med udgangspunkt i Skånske Lov i Stockholm B 69. København: Universitets-Jubilæets danske Samfund. ISBN 978-87-7674-605-6. OCLC 811005217.
- Jensen, Eva Skafte (2013). "Ordklasseproblemer, tilfældet sådan". LexicoNordica. 20: 55-74.
- Jensen, Eva Skafte (2021). "Et system i stadig bevægelse. Pronominalkasus i dansk". Danske Studier. 2021: 45-71.